# Jorge Cardona Llorens
Jorge Cardona Llorens (València, País Valencià, 30 d'abril de 1957) és un advocat valencià, catedràtic de Dret Internacional Públic de la Universitat de València, autor de més d'un centenar de treballs científics sobre Dret Internacional Públic i membre del Comitè dels Drets dels Infants, òrgan de 18 membres de diferents països que supervisa l'aplicació de la Convenció sobre els Drets del Nen als països que l'han ratificat. Cardona va ser triat en 2010, reelegit en 2014 i ha estat el primer espanyol en aquest òrgan.
Ha aportat al treball del Comitè, en xerrades i ha escrit en assajos sobre la infància amb discapacitat, destacant el dret a la participació i la perspectiva de l'aplicació de garanties com a subjectes de dret en lloc d'objectes de dret, és a dir, no només considerar-los com a subjectes passius de protecció, sinó considerar el seu dret a decidir.